# 克勒什洛達尼
克勒什洛達尼是匈牙利的城鎮，位於該國東南部，由貝凱什州負責管轄，面積123.79平方公里，2011年人口4,651，其中約三成居民信奉基督教。
46°58′N 21°05′E / 46.967°N 21.083°E